# Duits voetbalkampioenschap 1902/03
1902/03 was het eerste Duitse voetbalkampioenschap ingericht door de DFB.
De DFB omvatte ongeveer 30 regionale voetbalbonden met in totaal zo’n 150 teams. De grootste bonden uit die tijd waren die van Berlijn, Midden (Saksen, Saksen-Anhalt, Thüringen), Zuiden (Beieren, Baden-Württemberg, Zuidhessen, Saarland, Pfalz, het gebied van de Moezel, Elzas-Lotharingen) en West (Noordrijn-Westfalen, Noord- en Middenhessen, Zuid-Nedersaksen, omgeving Osnabrück); bij deze bonden werden eerder al regionale kampioenschappen georganiseerd.
Van elke bond mocht één deelnemer (normaal gezien de kampioen) meedoen aan de Duitse eindronde. Uiteindelijk namen er zes teams deel. De titel werd beslecht via bekersysteem met knock-outfase. DFC Praag mocht deelnemen omdat het lid was van de Duitssprekende bond uit Praag. Op dat moment behoorde Praag nog toe aan het keizerrijk Oostenrijk-Hongarije.

## Regionale kampioenen
Clubs in het groen zijn geplaatst voor de eindronde.
| Berlin                       | Bremen             | Hamburg                  |
| Berliner TuFC Britannia 1892 | FV Werder Bremen   | Altonaer FC 93           |
| Märkischer Fußballbund       | Mittel-Deutschland | West-Deutschland         |
| Nordgau                      | Mittelelbe         | Köln/Bonn                |
| Norden-Nordwesten Berlin     | Viktoria Magdeburg | Cölner FC 1899           |
| Südgau                       | Nordwestsachsen    | Niederrhein              |
| Vorwärts Berlin 1890         | VfB Leipzig        | FC 1894 München-Gladbach |
| Südwestgau                   | Ostsachsen         | Rhein/Ruhr               |
| Belle Alliance Rixdorf       | Dresdner SC        | Essener SV 1899          |
| Westgau                      | Süd-Deutschland    |                          |
| Triton Spandau               | Karlsruher FV      |                          |

## Deelnemers aan de eindronde
| Club                         | Gekwalificeerd als                                       |
| ---------------------------- | -------------------------------------------------------- |
| Deutscher FC Praag           | Kampioen van Verband der Prager Deutschen Fußball-Verein |
| Berliner TuFC Britannia 1892 | Kampioen van Berlin                                      |
| VfB Leipzig                  | Kampioen van Midden-Duitsland                            |
| Magdeburger FC Viktoria 1896 | Kampioen van Magdeburg (1)                               |
| Altonaer FC von 1893         | Kampioen van Hamburg-Altona                              |
| Karlsruher FV 91             | Kampioen van Zuid-Duitsland                              |

## Eindronde

### Kwartfinale
| Datum       | Teams                | Teams | Teams                 | Uitslag       | Stadion                       |
| 3 mei 1903  | Altonaer FC 93       | -     | Viktoria 96 Magdeburg | 8:1 (3:0)     | Altona, kleiner Exerzierplatz |
| 10 mei 1903 | BTuFC Britannia 1892 | -     | VfB Leipzig           | 1:3 (0:1)     | Berlijn, Sportpark Friedenau  |
| 10 mei 1903 | Deutscher FC Praag   | -     | Karlsruher FV 91      | niet gespeeld |                               |

Altona 93 walste over Magdeburg heen. Vier van de vijf aanvallers van Altona konden scoren, waarvan Miklós Bradanovic, Herder en Walter telkens twee keer scoorden. Magdeburg kon slechts één keer scoren in de tweede helft, toen het al 4-0 achter stond.
VfB Leipzig versloeg Britannia Berlin, dat met twee goals van Stanischewski en een goal van Riso 3-0 voorkwam. In de 88ste minuut maakte Richard Müller nog de eerredder. 
De wedstrijd DFC Praag - Karsruher FV zou in München gespeeld worden, maar daar had Praag bezwaar tegen omdat als de wedstrijd in Praag gespeeld zou worden ze meer inkomsten zouden hebben. Hier had Karlsruher dan weer bezwaren tegen. Wegens tijdsgebrek werden beide clubs doorgelaten naar de halve finale.

### Halve finale
| Datum       | Teams              | Teams | Teams            | Uitslag       | Stadion                        |
| 17 mei 1903 | VfB Leipzig        | -     | Altonaer FC 93   | 6:3 (3:3)     | Leipzig, Lindenauer Sportplatz |
| 17 mei 1903 | Deutscher FC Praag | -     | Karlsruher FV 91 | niet gespeeld |                                |

Altona kwam 0-2 voor, maar Edgar Blüher, Heinrich Riso en Bruno Stanischewski scoorden alle drie nog twee keer voor Leipzig terwijl Bradanovic, Herder en Walter voor Altona gescoord hadden. 
De wedstrijd DFC Praag - Karlsruher FV zou in Leipzig gespeeld worden. Nadat er een vals telegram bij Karlsruhe belandde dat de wedstrijd opnieuw uitgesteld werd, ondernamen zij de reis naar Leipzig niet en werden daarop door de DFB gediskwalificeerd. Hierdoor kwam DFC zonder wedstrijd gespeeld te hebben in de finale.

### Finale
| Datum       | Teams       | Teams | Teams              | Uitslag   | Stadion               |
| 31 mei 1903 | VfB Leipzig | -     | Deutscher FC Praag | 7:2 (1:1) | Altona, Exerzierweide |

De eerste finale om het Duitse kampioenschap zou op zondag, 31 mei om 16 uur gespeeld worden. Omdat er echter geen bal beschikbaar was, begon de aftrap pas om 16u45, er werd intussen een bal uit het clubhuis van Altonaer FC gehaald. Franz Behr, de voorzitter van Altonaer FC 93, was scheidsrechter. Hoewel DFC Praag op voorsprong kwam won Leipzig overtuigend het eerste kampioenschap. DFC Praag kwam met een goal van Meyer op voorsprong in de 22ste minuut, maar negen minuten later maakte Walter Friedrich al de gelijkmaker. Na de rust scoorden Adalbert Friedrich nog en maakte Heinrich Riso een hattrick. Meyer had nog voor Praag gescoorde intussen maar Bruno Stanichewski dikte met twee goals de score nog aan tot 7-2. 
Na later onderzoek bij de IFFHS bleek dat Praag met zeven Oostenrijkse spelers aantrad die helemaal geen lid van de club waren.